# Gravigny
Gravigny és un municipi francès situat al departament de l'Eure i a la regió de Normandia. L'any 2007 tenia 3.981 habitants.

## Demografia

### Població
El 2007 la població de fet de Gravigny era de 3.981 persones. Hi havia 1.738 famílies, de les quals 545 eren unipersonals (210 homes vivint sols i 335 dones vivint soles), 522 parelles sense fills, 468 parelles amb fills i 203 famílies monoparentals amb fills.
La població ha evolucionat segons el següent gràfic:
Habitants censats

### Habitatges
El 2007 hi havia 1.819 habitatges, 1.759 eren l'habitatge principal de la família, 6 eren segones residències i 53 estaven desocupats. 1.141 eren cases i 674 eren apartaments. Dels 1.759 habitatges principals, 835 estaven ocupats pels seus propietaris, 896 estaven llogats i ocupats pels llogaters i 28 estaven cedits a títol gratuït; 84 tenien una cambra, 189 en tenien dues, 434 en tenien tres, 530 en tenien quatre i 522 en tenien cinc o més. 1.370 habitatges disposaven pel capbaix d'una plaça de pàrquing. A 916 habitatges hi havia un automòbil i a 635 n'hi havia dos o més.

### Piràmide de població
La piràmide de població per edats i sexe el 2009 era:
| Homes | Edats   | Dones |
| ----- | ------- | ----- |
| 0     | 95 o +  | 0     |
| 8     | 90 a 94 | 4     |
| 0     | 85 a 89 | 8     |
| 12    | 80 a 84 | 20    |
| 36    | 75 a 79 | 60    |
| 68    | 70 a 74 | 80    |
| 108   | 65 a 69 | 128   |
| 44    | 60 a 64 | 80    |
| 84    | 55 a 59 | 80    |
| 120   | 50 a 54 | 72    |
| 124   | 45 a 49 | 120   |
| 124   | 40 a 44 | 128   |
| 152   | 35 a 39 | 160   |
| 172   | 30 a 34 | 172   |
| 168   | 25 a 29 | 136   |
| 81    | 20 a 24 | 104   |
| 148   | 15 a 19 | 112   |
| 108   | 10 a 14 | 144   |
| 108   | 5 a 9   | 104   |
| 148   | 0 a 4   | 124   |

## Economia
El 2007 la població en edat de treballar era de 2.643 persones, 2.055 eren actives i 588 eren inactives. De les 2.055 persones actives 1.845 estaven ocupades (916 homes i 929 dones) i 209 estaven aturades (105 homes i 104 dones). De les 588 persones inactives 213 estaven jubilades, 218 estaven estudiant i 157 estaven classificades com a «altres inactius».

### Ingressos
El 2009 a Gravigny hi havia 1.765 unitats fiscals que integraven 4.083 persones, la mediana anual d'ingressos fiscals per persona era de 18.097 €.

### Activitats econòmiques
Dels 204 establiments que hi havia el 2007, 1 era d'una empresa extractiva, 5 d'empreses alimentàries, 1 d'una empresa de fabricació de material elèctric, 13 d'empreses de fabricació d'altres productes industrials, 36 d'empreses de construcció, 55 d'empreses de comerç i reparació d'automòbils, 15 d'empreses de transport, 8 d'empreses d'hostatgeria i restauració, 7 d'empreses d'informació i comunicació, 6 d'empreses financeres, 7 d'empreses immobiliàries, 23 d'empreses de serveis, 15 d'entitats de l'administració pública i 12 d'empreses classificades com a «altres activitats de serveis».
Dels 61 establiments de servei als particulars que hi havia el 2009, 1 era una oficina de correu, 1 una oficina bancària, 1 funerària, 14 tallers de reparació d'automòbils i de material agrícola, 1 taller d'inspecció tècnica de vehicles, 1 autoescola, 3 paletes, 5 guixaires pintors, 7 fusteries, 7 lampisteries, 2 electricistes, 5 empreses de construcció, 3 perruqueries, 1 veterinari, 7 restaurants, 1 agència immobiliària i 1 saló de bellesa.
Dels 13 establiments comercials que hi havia el 2009, 1 era un supermercat, 1 una botiga de més de 120 m², 4 fleques, 1 una fleca, 1 una botiga de congelats, 2 botigues de roba, 1 una botiga de roba i 2 floristeries.
L'any 2000 a Gravigny hi havia 8 explotacions agrícoles que ocupaven un total de 390 hectàrees.

## Equipaments sanitaris i escolars
L'únic equipament sanitari que hi havia el 2009 era una farmàcia.
El 2009 hi havia 1 escola maternal i 1 escola elemental. Gravigny disposava d'un col·legi d'educació secundària amb 699 alumnes.

## Poblacions més properes
El següent diagrama mostra les poblacions més properes.